# Blastobasis acarta
Blastobasis acarta é uma espécie de mariposa do gênero Blastobasis pertencente à família Coleophoridae.